# Вуктыл (приток Локчима)
Вуктыл (устар. Вуктыль) — река в России, течёт по территории Корткеросского района Республики Коми и Гайнского района Пермского края. Устье реки находится в 175 км по левому берегу реки Локчим на высоте 113 м над уровнем моря. Длина реки составляет 44 км.

## Притоки
- 2 км: Косвож (лв)
  - 15 км Вашор (лв)
- 13 км: без названия (пр)
- 22 км: Изъюров (лв)
- 28 км: без названия (лв)
- 30 км: Анвой (пр)

## Данные водного реестра
По данным государственного водного реестра России относится к Двинско-Печорскому бассейновому округу, водохозяйственный участок реки — Вычегда от истока до города Сыктывкар, речной подбассейн реки — Вычегда. Речной бассейн реки — Северная Двина.
Код объекта в государственном водном реестре — 03020200112103000017733.